# 1809
| [ Edytuj tabelę ]              | |
| Książę Warszawski              | - 1807 Fryderyk August I 1815 |
| Emir Afganistanu               | - 1803 Szudża Szah Durrani 1809 - 1809 Mahmud Szah Durrani 1818                                                                            |
| Współksiążęta Andory           | - 1797 Francesc Antoni de la Dueña y Cisneros 1812 - 1806 Napoleon Bonaparte 1812                                                          |
| Cesarz Austrii                 | - 1804 Franciszek II Habsburg 1835 |
| Król Bawarii                   | - 1805 Maksymilian I Józef 1825 |
| Sułtan Brunei                  | - 1807 Muhammad Kanzul Alam 1829 |
| Cesarz Chin                    | - 1796 Jiaqing 1820 |
| Król Czech                     | - 1792 Franciszek II Habsburg 1835 |
| Król Danii                     | - 1808 Fryderyk VI 1839 |
| Dalajlama                      | - 1806 Lungtok Gjaco 1815 |
| Władca Egiptu                  | - 1805 Muhammad Ali 1848 |
| Cesarz Francuzów               | - 1804 Napoleon Bonaparte 1814 |
| Prezydent Haiti                | - 1807 Henri Christophe 1811 - 1806 Alexandre Pétion 1818                                                                                  |
| Król Hiszpanii                 | - 1808 Józef Bonaparte 1813 |
| Król Holandii                  | - 1806 Ludwik Bonaparte 1810 |
| Szach Iranu                    | - 1797 Fath Ali Szah 1834 |
| Państwo Wielkich Mogołów       | - 1806 Akbar Szah II 1837 |
| Król Irlandii                  | - 1760 Jerzy III Hanowerski 1820 |
| Cesarz Japonii                 | - 1779 Kōkaku 1817 |
| Kalif                          | - 1808 Mahmud II 1839 |
| Patriarcha Konstantynopola     | - 1808 Kallinik IV 1809 - 1809 Jeremiasz IV 1813                                                                                           |
| Władca Korei                   | - 1800 Sunjo 1834 |
| Emir Kuwejtu                   | - 1762 Abd Allah I 1814 |
| Książę Liechtensteinu          | - 1805 Jan I 1836 |
| Sułtan Maroka                  | - 1792 Maulaj Sulajman 1822 |
| Król Nepalu                    | - 1799 Girvan Yudha 1816 |
| Premier Nepalu                 | - 1806 Bhimsen Thapa 1837 |
| Król Norwegii                  | - 1784 Fryderyk VI 1814 |
| Sułtan Omanu                   | - 1807 Sa’id ibn Sultan 1856 |
| Papież                         | - 1800 Pius VII 1823 |
| Król Portugalii                | - 1777 Maria I 1816 |
| Król Prus                      | - 1797 Fryderyk Wilhelm III 1840 |
| Car Rosji                      | - 1801 Aleksander I 1825 |
| Król Saksonii                  | - 1806 Fryderyk August I 1827 |
| Kapitanowie Regenci San Marino | - 1808 Federico Gozi Pier Antonio Damiani 1809 - 1808 Francesco Giannini Vincenzo Belzoppi 1809 - 1809 Mariano Begni Giovanni Malpeli 1810 |
| Król Sardynii                  | - 1802 Wiktor Emanuel I 1821 |
| Król Szwecji                   | - 1792 Gustaw IV Adolf 1809 - 1809 Karol XIII 1818                                                                                         |
| Król Tajlandii                 | - 1782 Buddha Yodfa Chulalok 1809 - 1809 Buddha Loetla Nabhalai 1824                                                                       |
| Sułtan Turków                  | - 1808 Mahmud II 1839 |
| Prezydent USA                  | - 1801 Thomas Jefferson 1809 - 1809 James Madison 1817                                                                                     |
| Król Węgier                    | - 1792 Franciszek 1835 |
| Monarcha Wielkiej Brytanii     | - 1760 Jerzy III 1820 |
| Premier Wielkiej Brytanii      | - 1807 William Cavendish-Bentinck 1809 - 1809 Spencer Perceval 1812                                                                        |
| Cesarz Wietnamu                | - 1802 Gia Long 1820 |
| Król Włoch                     | - 1805 Napoleon I 1814 |

Rok 1809 / MDCCCIX
stulecia: XVIII wiek ~
XIX wiek ~
XX wiek

dziesięciolecia:
1770–1779 •
1780–1789 •
1790–1799 •
1800–1809
• 1810–1819
• 1820–1829
• 1830–1839

lata: 1799 «
1804 «
1805 «
1806 «
1807 «
1808 «
1809
» 1810
» 1811
» 1812
» 1813
» 1814
» 1819

## Wydarzenia w Polsce
- 25 lutego – książę Józef Poniatowski został odznaczony Krzyżem Wielkim Orderu Virtuti Militari.
- 17 marca – król pruski Fryderyk Wilhelm III nakazał przetopić polskie insygnia koronacyjne.
- 21 marca – książę Józef Poniatowski został naczelnym wodzem wojsk polskich Księstwa Warszawskiego.
- 22 marca – marszałek Francji Louis Nicolas Davout został odznaczony Krzyżem Wielkim Orderu Virtuti Militari.
- 25 marca – gen. Stanisław Kostka Potocki został prezesem rady ministrów Księstwa Warszawskiego.
- 14 kwietnia – wojska austriackie przekroczyły granicę na Pilicy; początek wojny polsko-austriackiej.
- 15 kwietnia – wojna polsko-austriacka: VII Korpus arcyksięcia Ferdynanda d’Este wkroczył w granice Księstwa Warszawskiego.
- 19 kwietnia – wojna polsko-austriacka: miała miejsce nierozstrzygnięta bitwa pod Raszynem.
- 21 kwietnia – podczas wojny polsko-austriackiej na niespełna trzy tygodnie Toruń został stolicą Księstwa Warszawskiego.
- 23 kwietnia – wojna polsko-austriacka: wojska austriackie zajęły Warszawę.
- 25 kwietnia – wojna polsko-austriacka: zwycięstwo wojsk polskich w bitwie pod Radzyminem.
- 26 kwietnia – wojna polsko-austriacka: zwycięstwo wojsk polskich w bitwie pod Grochowem.
- 2/3 maja – wojna polsko-austriacka: w nocy wojska polskie odniosły zwycięstwo w bitwie pod Ostrówkiem.
- 5 maja – wojna polsko-austriacka: dwa polskie szwadrony zostały rozbite w bitwie pod Kockiem.
- 14 maja – wojna polsko-austriacka: zajęcie Lublina przez Polaków.
- 15 maja – wojna polsko-austriacka: nieudany austriacki atak na Toruń.
- 18 maja – wojna polsko-austriacka: wojska polskie zdobyły Sandomierz.
- 20 maja – wojna polsko-austriacka: wojska polskie zdobyły twierdzę Zamość.
- 27 maja – wojna polsko-austriacka: zajęcie Lwowa przez Polaków.
- 1 czerwca – wojna polsko-austriacka: Austriacy zagrożeni przez zbliżające się wojska polskie ewakuowali się z Warszawy.
- 2 czerwca – wojna polsko-austriacka: został utworzony Rząd Centralny Wojskowy Tymczasowy Obojga Galicji.
- 11 czerwca – wojna polsko-austriacka: zwycięstwo Austriaków w bitwie pod Jedlińskiem.
- 12 czerwca – wojna polsko-austriacka: zwycięstwo wojsk polskich w bitwie pod Wrzawami.
- 18 czerwca:
  - wojna polsko-austriacka: bitwa pod Zaleszczykami.
  - wojna polsko-austriacka: odbicie Sandomierza przez Austriaków.
- 5 lipca – wojna polsko-austriacka: rozpoczęła się polska ofensywa z rejonu Radomia na południe.
- 15 lipca – oddziały księcia Józefa Poniatowskiego wkroczyły do Krakowa.
- 23 listopada – przeprowadzono reorganizację armii Księstwa Warszawskiego.
- 7 grudnia – podpisano konwencję między Napoleonem a Fryderykiem Augustem o powiększeniu Wojska Polskiego do 60 tysięcy żołnierzy.

## Wydarzenia na świecie
- 5 stycznia – Turcja i Wielka Brytania zawarły traktat przewidujący, że okręty żadnego innego mocarstwa nie będą miały wstępu do cieśnin Dardanele i Bosfor.
- 16 stycznia – wojny napoleońskie w Hiszpanii i Portugalii: wojska francuskie pokonały Brytyjczyków w bitwie pod La Coruną.
- 17 stycznia – Napoleon Bonaparte opuścił armię walczącą w Hiszpanii.
- 11 lutego – Amerykanin Robert Fulton opatentował statek parowy.
- 20 lutego – wojny napoleońskie w Hiszpanii i Portugalii: wojska francusko-polskie po dwumiesięcznym oblężeniu zdobyły Saragossę.
- 4 marca – James Madison został 4. prezydentem Stanów Zjednoczonych.
- 13 marca – król Szwecji Gustaw IV Adolf został aresztowany przez rebeliantów.
- 17 marca – Fryderyk Wilhelm III rozkazał rozbić i przetopić polskie insygnia koronacyjne. W 1811 roku przeprowadzono w Królewcu ich komisyjne zniszczenie. Z pozyskanego złota i srebra wybito monety. Kamienie szlachetne i inne przedmioty niewykonane z drogocennych kruszców sprzedano.
- 20 marca – wojny napoleońskie w Hiszpanii i Portugalii: zwycięstwo wojsk francuskich nad portugalskimi w bitwie pod Bragą.
- 21 marca – wojny napoleońskie w Hiszpanii i Portugalii: zwycięstwo wojsk hiszpańskich nad francuskimi w bitwie pod Miajadas.
- 24 marca – wojny napoleońskie w Hiszpanii i Portugalii: pułk lansjerów nadwiślańskich dowodzony przez płk. Jana Konopkę poniósł porażkę w starciu z wojskami hiszpańskimi pod Yevenes.
- 27 marca – wojny napoleońskie w Hiszpanii i Portugalii: zwycięstwo wojsk francusko-polskich nad wojskami hiszpańskimi w bitwie pod Ciudad Real.
- 28 marca – wojny napoleońskie w Hiszpanii i Portugalii: zwycięstwo wojsk francuskich nad hiszpańskimi w bitwie pod Medellín.
- 29 marca:
  - utworzono Wielkie Księstwo Finlandii.
  - Gustaw IV Adolf został zmuszony do abdykacji po klęskach wojennych i utracie Finlandii na rzecz Rosji.
- Kwiecień – powstała piąta koalicja antyfrancuska.
- 8 kwietnia – V koalicja antyfrancuska: Austria zaatakowała Bawarię.
- 10 kwietnia – V koalicja antyfrancuska: wojska austriackie przekroczyły rzekę Inn i zaatakowały sprzymierzoną z Francją Bawarię.
- 11–12 kwietnia – wojny napoleońskie: miała miejsce bitwa morska pod Basque Roads.
- 16 kwietnia – V koalicja antyfrancuska: zwycięstwo wojsk austriackich nad francusko-włoskimi w bitwie pod Sacile.
- 18 kwietnia – holenderski Tilburg uzyskał prawa miejskie.
- 19 kwietnia – V koalicja antyfrancuska: zwycięstwo wojsk francuskich nad austriackimi w bitwie pod Teugen-Hausen.
- 20 kwietnia – V koalicja antyfrancuska: zwycięstwo Francuzów nad Austriakami w bitwie pod Abensbergiem.
- 21 kwietnia – V koalicja antyfrancuska: zwycięstwo wojsk francuskich nad austriackimi w bitwie pod Landshut.
- 22 kwietnia – V koalicja antyfrancuska: zwycięstwo wojsk francusko-bawarsko-wirtemberskich nad austriackimi w bitwie pod Eckmühl.
- 23 kwietnia – V koalicja antyfrancuska: zwycięstwo wojsk francuskich nad austriackimi w bitwie pod Ratyzboną.
- 24 kwietnia – założono miasto Florida w Urugwaju.
- 5 maja:
  - szwajcarski kanton Argowia odmówił obywatelstwa Żydom.
  - Mary Kies jako pierwsza kobieta w USA otrzymała patent na wynalazek (technikę tkania słomy z jedwabiem i przędzą).
- 6 maja – wojny napoleońskie w Hiszpanii i Portugalii: wojska francuskie rozpoczęły oblężenie Girony w Hiszpanii.
- 12 maja – wojny napoleońskie w Hiszpanii i Portugalii: zwycięstwo wojsk brytyjskich nad francuskimi w II bitwie pod Porto.
- 13 maja – V koalicja antyfrancuska: po trzydniowym oblężeniu Napoleon Bonaparte zajął po raz drugi Wiedeń.
- 14 maja – wojny napoleońskie w Hiszpanii i Portugalii: zwycięstwo wojsk francuskich nad portugalskimi w bitwie pod Alcantarą.
- 17 maja – Napoleon Bonaparte podjął decyzję o likwidacji istniejącego od 756 roku Państwa Kościelnego i przyłączeniu tego obszaru do Francji.
- 22 maja – V koalicja antyfrancuska: zakończyła się bitwa pod Aspern.
- 25 maja – V koalicja antyfrancuska: stoczono I bitwę pod Bergisel.
- 29 maja – V koalicja antyfrancuska: zwycięstwo Austriaków nad sprzymierzonymi z Francuzami wojskami bawarskimi w II bitwie pod Bergisel.
- 31 maja – rewolucja serbska: zwycięstwo wojsk tureckich w bitwie pod Čegarem.
- 6 czerwca:
  - Karol XIII został królem Szwecji.
  - ogłoszono nową konstytucję Szwecji.
- 9 czerwca – wojny napoleońskie w Hiszpanii i Portugalii: zwycięstwo wojsk hiszpańskich nad francuskimi w bitwie pod Puente Sanpayo.
- 14 czerwca – V koalicja antyfrancuska: zwycięstwo wojsk francusko-włoskich nad austriacko-węgierskimi w bitwie pod Raab.
- 18 czerwca – wojny napoleońskie w Hiszpanii i Portugalii: zwycięstwo wojsk francuskich nad hiszpańskimi w bitwie pod Belchite.
- Lipiec – papież Pius VII został aresztowany i wywieziony do Francji.
- 6 lipca – V koalicja antyfrancuska: klęska wojsk austriackich w bitwie z wojskami francuskimi pod Wagram.
- 28 lipca – wojny napoleońskie w Hiszpanii i Portugalii: zakończyła się bitwa pod Talavera de la Reyna.
- 10 sierpnia – Ekwador proklamował niepodległość (od Hiszpanii).
- 11 sierpnia – wojny napoleońskie w Hiszpanii i Portugalii: zwycięstwo francuskie w bitwie pod Almonacid de Toledo.
- 16 sierpnia – założono Uniwersytet Humboldtów w Berlinie.
- 17 września – w wyniku pokoju we Fredrikshamn Szwecja scedowała Finlandię na Rosję; król Szwecji Gustaw IV został zmuszony abdykować.
- 2 października – flota brytyjska odniosła zwycięstwo nad Francuzami pod Zakintos i opanowała wyspy: Zakintos, Kefalinia i Kithira.
- 4 października – Spencer Perceval został premierem Wielkiej Brytanii.
- 14 października – podpisano pokój w Schönbrunnie między Austrią a Francją, Francja zagarnęła ziemie nad Adriatykiem, a Austria zrzekła się ziem III rozbioru i cyrkułu zamojskiego na rzecz Księstwa Warszawskiego. Austria zrzekała się Nowej Galicji, uzyskanej w wyniku III rozbioru Polski. Austria zmuszona została ponadto do przekazania Rosji okręgu tarnopolskiego.
- 1 listopada – V koalicja antyfrancuska: sprzymierzeni z Francuzami Bawarczycy pokonali tyrolskich powstańców w IV bitwie pod Bergisel.
- 19 listopada – V koalicja antyfrancuska: w bitwie pod Ocañą wojska francuskie dowodzone przez marszałka Nicolasa Soulta i króla Józefa Bonaparte odniosły swe największe zwycięstwo w czasie wojny w Hiszpanii.
- 25 listopada – pod Berlinem zaginął bez śladu brytyjski dyplomata Benjamin Bathurst.
- 12 grudnia – wojny napoleońskie w Hiszpanii i Portugalii: wojska francuskie zdobyły Gironę.
- 15 grudnia – Napoleon Bonaparte rozwiódł się z Józefiną.
- 25 grudnia – w swym domu w Danville w stanie Kentucky lekarz Ephraim McDowell(inne języki) przeprowadził pionierską operację usunięcia (bez znieczulenia) torbieli jajnika o wadze 10 kg. 45-letnia pacjentka Jane Crawford przeżyła zabieg.

## Urodzili się
- 4 stycznia – Louis Braille, francuski wynalazca alfabetu Braille’a (zm. 1852)
- 15 stycznia – Pierre-Joseph Proudhon, francuski dziennikarz, politolog (zm. 1865)
- 19 stycznia – Edgar Allan Poe, amerykański poeta, nowelista (zm. 1849)
- 26 stycznia – Jan Krzeptowski (Sabała), góral podhalański, honorowy przewodnik tatrzański, muzykant, myśliwy, gawędziarz i pieśniarz (zm. 1894)
- 3 lutego – Felix Mendelssohn-Bartholdy, niemiecki kompozytor, pianista, dyrygent (zm. 1847)
- 12 lutego
  - Karol Darwin, twórca teorii ewolucji (zm. 1882)
  - Abraham Lincoln, szesnasty prezydent USA (zm. 1865)
- 27 lutego – Jan Cornay, francuski misjonarz, męczennik, święty katolicki (zm. 1837)
- 3 marca – Paula Frassinetti, włoska zakonnica, założycielka Sióstr św. Doroty, święta katolicka (zm. 1882)
- 24 marca – Joseph Liouville, francuski matematyk (zm. 1882)
- 1 kwietnia (lub 31 marca) – Nikołaj Gogol (ros. Николай Васильевич Гоголь), rosyjski pisarz, dramaturg (zm. 1852)
- 15 kwietnia – Hermann Grassmann, niemiecki polihistor (zm. 1877)
- 18 kwietnia
  - Maria Anna Blondin, kanadyjska zakonnica, założycielka Sióstr św. Anny, błogosławiona katolicka (zm. 1890)
  - Wojciech Stępek, polski duchowny katolicki, polityk (zm. 1877)
- 21 kwietnia – Robert Mercer Taliaferro Hunter amerykański polityk, senator ze stanu Wirginia (zm. 1887)
- 12 maja – Robert Charles Winthrop, amerykański polityk, senator ze stanu Massachusetts (zm. 1894)
- 21 czerwca – Dominik Alojzy Magnuszewski, polski pisarz (zm. 1845)
- 28 czerwca – Jakub Rarkowski, niemiecki polityk pochodzenia polskiego, burmistrz Olsztyna (zm. 1872)
- 4 lipca – Louis Ormières, francuski duchowny katolicki, błogosławiony (zm. 1890)
- 19 lipca – Jakob Henle, niemiecki anatom (zm. 1885)
- 24 lipca – Kazimierz Stronczyński, polski sfragistyk, paleograf, numizmatyk, badacz architektury, kolekcjoner, polityk (zm. 1896)
- 27 sierpnia – Hannibal Hamlin, amerykański polityk, wiceprezydent USA (zm. 1891)
- 4 września – Juliusz Słowacki, polski poeta (zm. 1849)
- 2 października – Franciszek Śniegoń, polski duchowny katolicki, biskup pomocniczy wrocławski (zm. 1891)
- 24 października – Daniel Clark, amerykański polityk, senator ze stanu New Hampshire (zm. 1891)
- 27 października – Piotr Donders, holenderski redemptorysta, misjonarz, błogosławiony katolicki (zm. 1887)
- 10 grudnia – George Goldthwaite, amerykański polityk, senator ze stanu Alabama (zm. 1879)

data dzienna nieznana: 
- Aleksander Wicherski, polski kompozytor, krytyk muzyczny, malarz, poeta (zm. 1857)
- Magdalena Yi Yŏng-hŭi, koreańska męczennica, święta katolicka (zm. 1839)

## Święta ruchome
- Tłusty czwartek: 9 lutego
- Ostatki: 14 lutego
- Popielec: 15 lutego
- Niedziela Palmowa: 26 marca
- Wielki Czwartek: 30 marca
- Wielki Piątek: 31 marca
- Wielka Sobota: 1 kwietnia
- Wielkanoc: 2 kwietnia
- Poniedziałek Wielkanocny: 3 kwietnia
- Wniebowstąpienie Pańskie: 11 maja
- Zesłanie Ducha Świętego: 21 maja
- Boże Ciało: 1 czerwca